# Тапфхайм
Тапфхайм (нем. Tapfheim) — община в Германии, в земле Бавария. 
Подчиняется административному округу Швабия. Входит в состав района Донау-Рис.  Население составляет 4000 человек (на 31 декабря 2010 года). Занимает площадь 44,46 км².
Коммуна подразделяется на 6 сельских округов.